# Renault Premium
Renault Premium — це сімейство вантажних автомобілів, що виробляються компанією Renault Trucks з 1996 року між середньотоннажним Midlum і великотоннажним Kerax.

## Перше покоління (1996—2006)

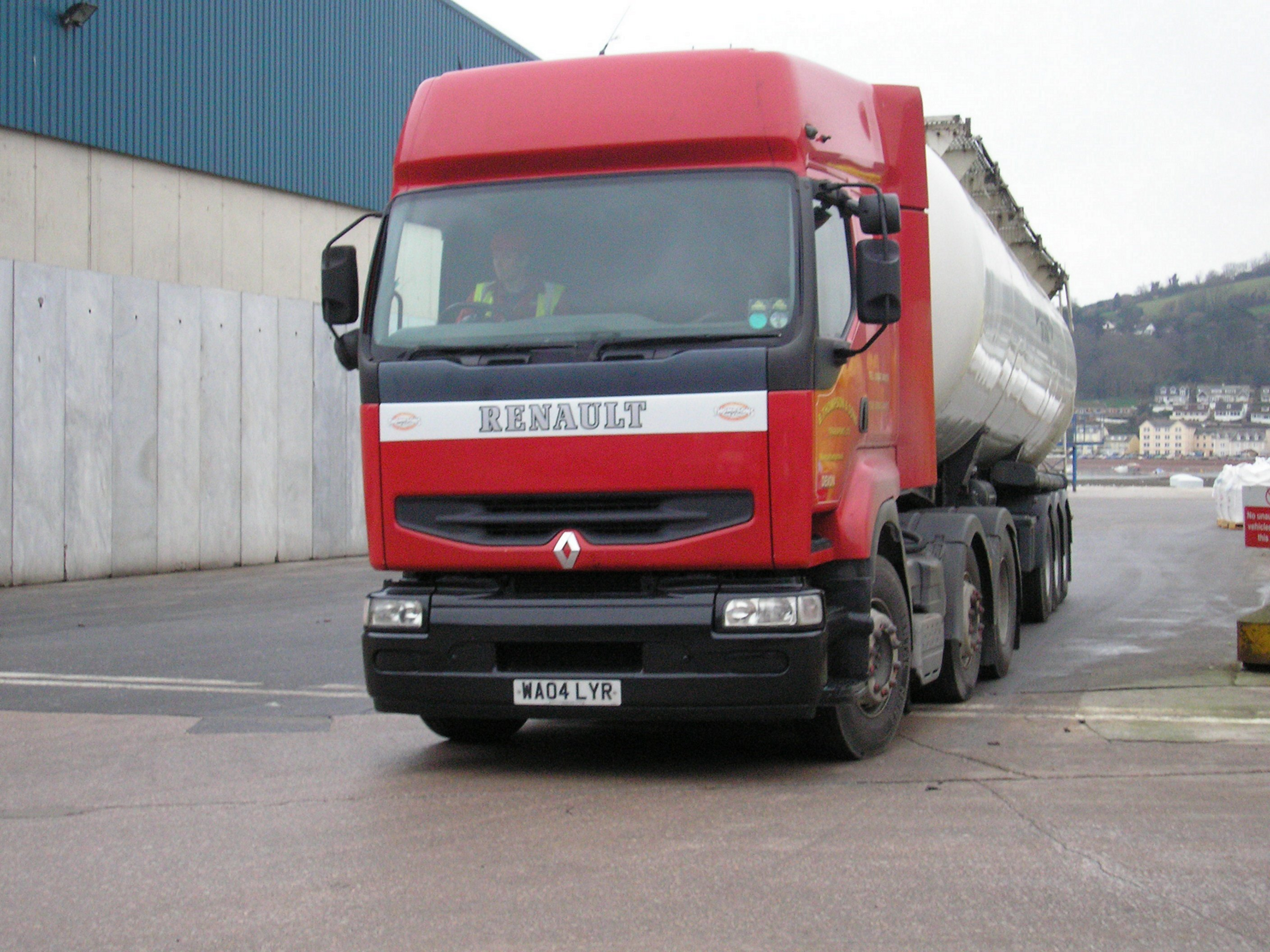
Renault Premium сідловий тягач

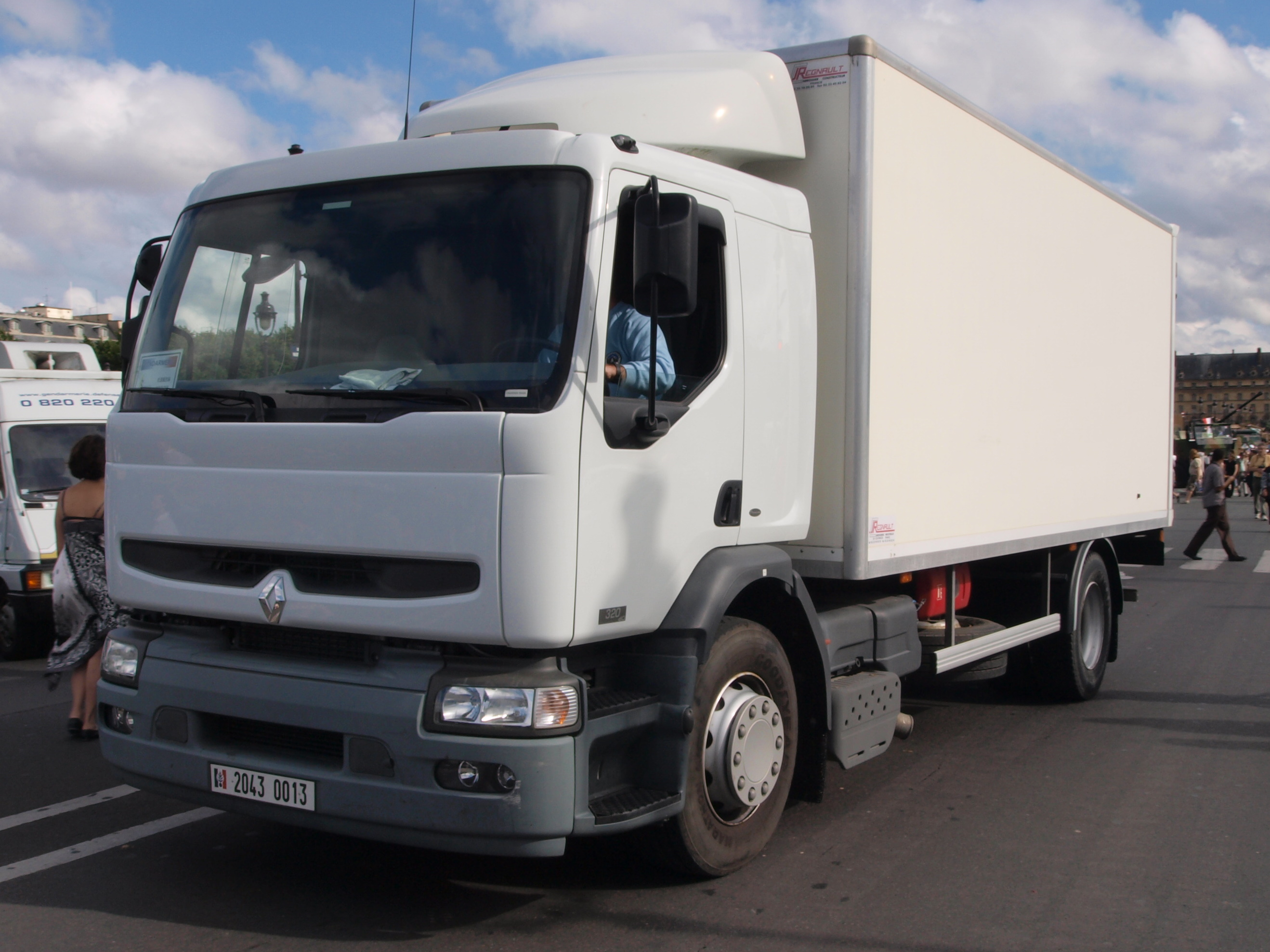
Renault Premium фургон

У 1996 році на зміну серіям G і R прийшов автомобіль Renault Premium повною масою 18-26 тонн, що пропонувався в 60 варіантах з колісною формулою від 4x2 до 8x4 для різних умов роботи.
Premium оснащувався трьома різними 6-ти цілінровими двигунами об'ємом 6,2 л MIDR 06.02 (209—250 к.с.), 9,8 л MIDR 06.20 (256—339 к.с.) і 11,1 л MIDR 06.23 (381—412 к.с.), коробками з числом передач 6-18, у тому числі з автоматизованим управлінням, дисковими гальмами з АБС, на замовлення — пневматичною підвіскою. Автомобіль виготовлявся з двома видами висоти кабіни зі спальним місцем, а також з кабіною без спального місця.

## Друге покоління (2006—2013)
Друге покоління Renault Premium дебютувало в 2006 році. В вантажівках використані уніфіковані платформи, розроблені в рамках групи AB Volvo. У машині нове буквально все: двигун і трансмісія, мости, підвіска і гальма, змінена кабіна, електроніка та багато іншого.
Модельний ряд включає три сімейства автомобілів:
- Renault Premium Distribution
- Renault Premium Route
- Renault Premium Lander

### Renault Premium Distribution

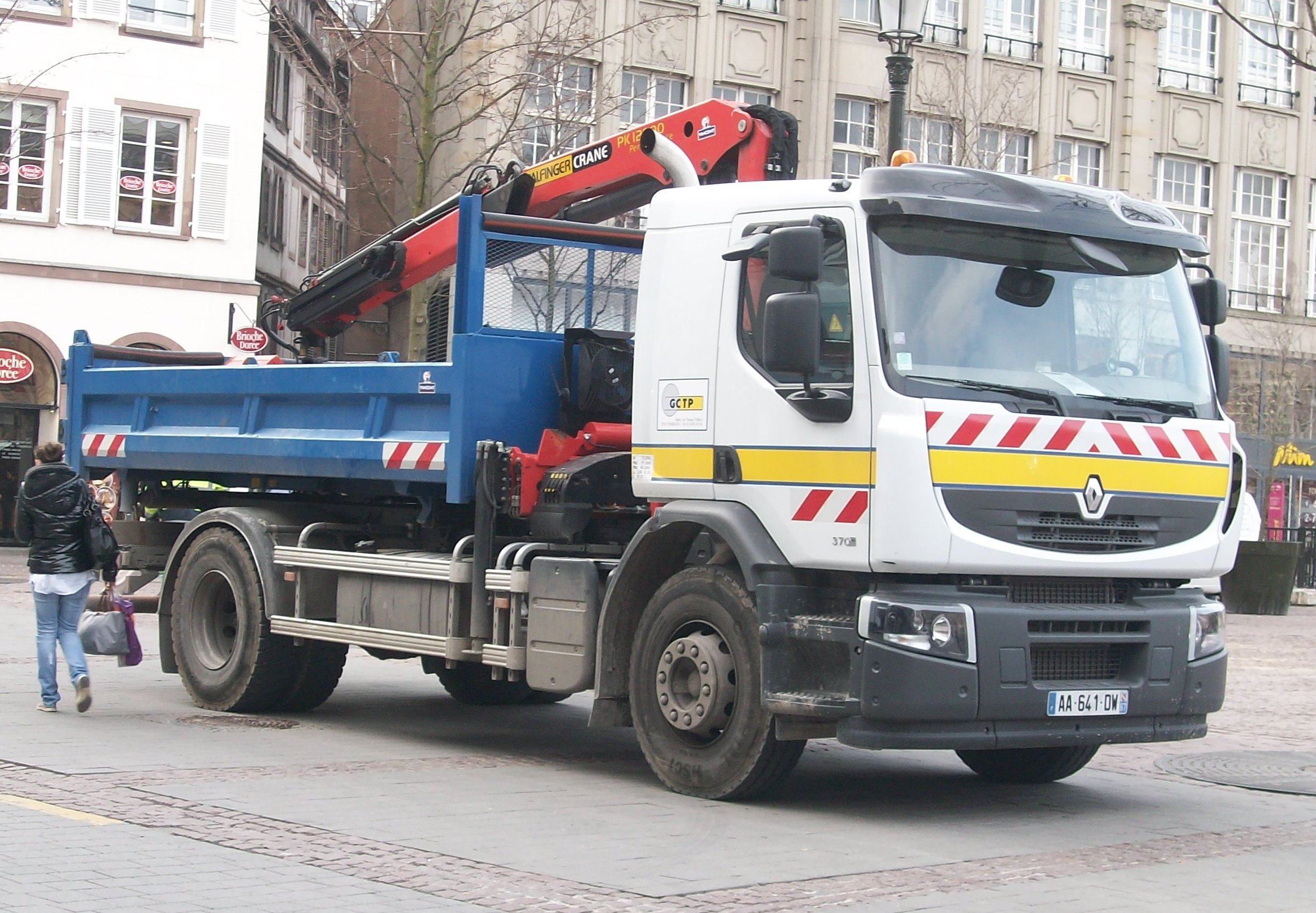
Renault Premium Distribution

Вантажівки Premium Distribution повною масою 16-26 т використовуються як для міських, так і для регіональних перевезень. У 2006 році модель отримала нові двигуни, шасі і розширений діапазон модифікацій, включаючи 14 варіантів колісних баз. Виробляються бортові автомобілі та шасі з колісною формулою 4х2 і 6х2, а також сідельні тягачі 4х2. Нова кабіна має ті ж виконання, що і у сімейства Midlum, — Day, Global, Sleeper.
Як силовий агрегат використовуються 6-циліндрові рядні двигуни виробництва Volvo, що відповідають нормам Євро-4/Євро-5: 7,2-літровий DXi7 (потужністю 240, 280 і 320 к.с.) і 10,8-літровий DXi11 (потужністю 370, 410 і 450 к.с.). Крім екологічних переваг нові мотори, у порівнянні з двигунами попереднього покоління (Євро-3), дають економію палива близько 5 %. DXi11 обладнується гальмом-сповільнювачем потужністю 181 к.с. при 2100 об/хв.
З двигуном DXi7 компонуються ті ж коробки передач, що і в моделі Midlum, з DXi11 — п'ять модифікацій 16-східчастих механічних коробок і дві автоматизовані 12-ступінчасті Optidriver + c управлінням на кермі. 16-ступінчасті коробки забезпечені системою Servoshift і контролем режиму водіння DMS, при якому водій інформується в режимі реального часу про оптимальну передачу з точки зору найкращого балансу між витратою палива і тяговими характеристиками.
Автомобіль стандартно оснащується дисковими гальмами всіх коліс з електронним управлінням EBS, включаючи антиблокувальну систему гальм ABS. Підвіска — з параболічними ресорами. Для задньої підвіски, як на моделі Midlum, передбачена заміна на пневматичну (з ходом 250 мм) з електронним управлінням ECS, що може вироблятися як з кабіни, так і за допомогою дистанційного пульта.

### Renault Premium Route

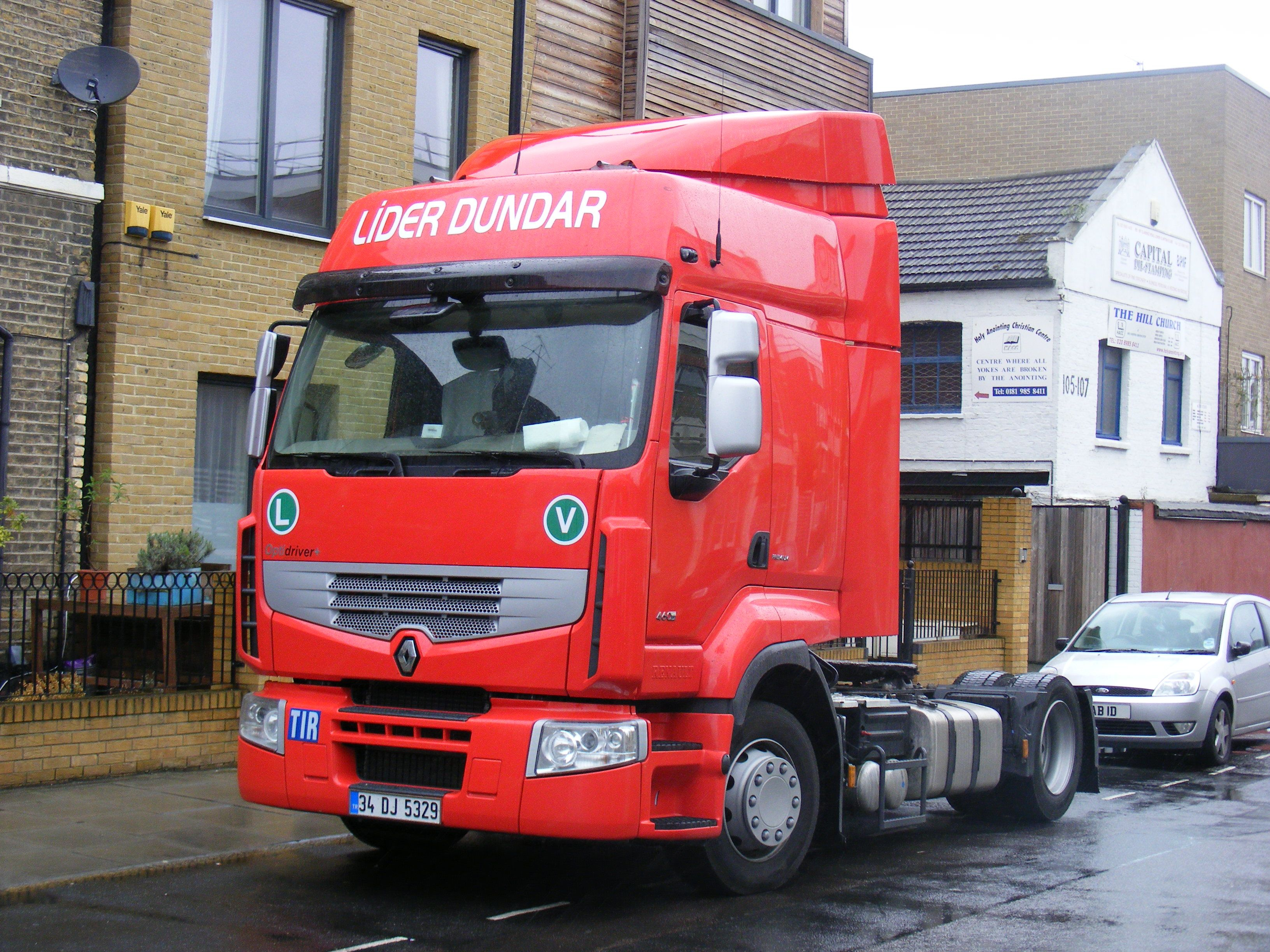
Renault Premium Route

Автомобілі сімейства Premium Route повною масою 18-26 т предназачені для перевезення вантажів на далекі відстані. У 2006 році на вантажівки другого покоління стали встановлюватися нові двигуни DXi11 потужністю 370, 410 і 450 к.с. з максимальним обертовим моментом від 1800 до 2140 Нм. Мотори компонуються з 16-ступінчастою механічною коробкою з перемиканням передач за схемою «Super-H» або автоматизованою коробкою передач OptiDriver+. Застосовується моторне гальмо Optibrake з потужністю уповільнення 215 к.с. при 1500 об/хв і 369 к.с. при 2300 об/хв.
На оновленій кабіні встановлено нові фари з протиударною прозорою частиною, виконаної з полікарбонату. Новий бампер складається з трьох частин і має ширші сходинки доступу до лобового скла. З'явилися нові бічні дефлектори із захистом від бруду, нові ґрати радіатора, новий дизайн дзеркал заднього виду. У кабіні з'явилася та ж нова комбінація приладів, що і у моделей Midlum і Premium Distribution. На кермо винесено дистанційне управління коробкою передач OptiDriver +, сповільнювачем, фарами, склоочисником, аудіосистемою, включенням цифрового табло. Моторний тунель поблизу Premium Route став коротшим.
Пневмопідвіска водійського сидіння регулюється в залежності від маси водія. За замовленням може встановлюватися поперековий підпір і обігрів сидіння. У приладову панель вбудований відсік обсягом 9 л, що охолоджується кондиціонується повітрям. Розмір спального місця став більше (2,02х0,78 м), під ним з'явився речовий ящик об'ємом 28 л, замість якого може встановлюватися холодильник.
Шасі і сідельні тягачі Premium Route випускаються з колісною формулою 4х2 і 6х2. Колісна база становить 3,7-6,8 м. Є чотири виконання по висоті сідла: 950, 1040, 1100, 1200 мм.
На машини серії Route утанавлівается гальмівна система Full EBS, в якій електронна гальмівна система EBS доповнена електронною програмою стабілізації ESP.
Передбачена міжколісне блокування диференціала. Як опція встановлюється датчик контролю тиску в шинах. На задній осі можуть використовуватися односхилі надширокі шини.

### Renault Premium Lander

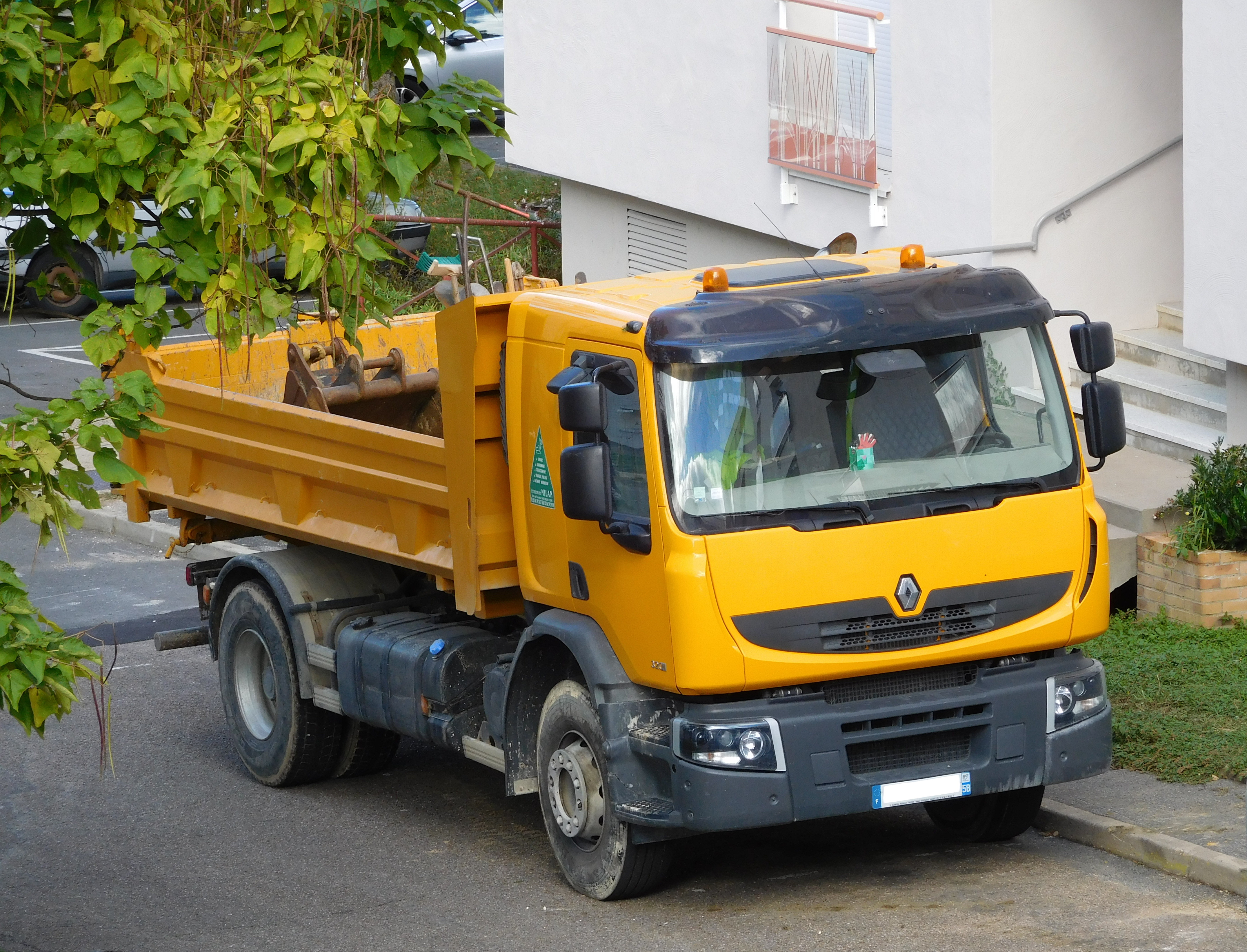
Renault Premium Lander

Шасі Premium Lander повною масою 18—26 т служить для підвезення вантажів до будмайданчиків, для комунальних і сільгоспробіт. Автомобілі з колісною формулою 4х2, 6х2 і 6х4, завдяки посиленим рамі і ресорної підвісці (ззаду — ресори з пневматикою), великому дорожньому просвіту — 317 мм під передньою віссю, можливості блокування міжколісного диференціала можуть пересуватися по різних типах доріг: від якісних шосейних до розбитих ґрунтових. Передня вісь, що допускає навантаження 9 т, дозволяє встановлювати багатотонний кран.
На автомобілі застосовуються ті ж турбодизелі (DXi7 потужністю 240, 280 і 320 к.с. і DXi11 потужністю 370, 410 і 450 к.с.) та коробки передач, що і на моделі Premium Distribution. У 16-ступеневу механічну коробку передач інтегрований гідравлічний гальмо-уповільнювач (інтардер) c потужністю уповільнення 670,5 к.с. До автоматизованої коробки передач Optidriver + вбудований гідравлічний сповільнювач Voith c тієї ж потужністю уповільнення, що і у інтардер, навіть на малій швидкості руху. На двигуні DXi7 з «автоматом» Allison встановлюється гідравлічний сповільнювач Allison (400 к.с.). Крім того, на моторі DXi7 може застосовуватися електричний сповільнювач Telma, найбільш пристосований для руху в міських умовах.
Екстер'єр кабіни виконаний у дусі оновленого сімейства Premium.

### Двигуни
- 7,2 л  DXi 7 І6 270/ 310/ 340 к.с.
- 10,8 л DXi 11 І6 380/ 430/ 440/ 460 к.с.